# غيرز أوف وور (سلسلة)
معدات الحرب (بالإنجليزية: Gears of War؛ وتُنطق غيرز أوف وور)‏ هي سلسلة ألعاب فيديو امتلكتها وطورتها سابقًا إيبك غيمز وحاليًا تطورها ذا كوليشن وتمتلكها وتنشرها مايكروسوفت ستوديوز. تركز السلسلة على الصراع بين البشر ومخلوقات زاحفة شبيهة بالبشر من تحت الأرض يسمون لوكست هورد ونظرائهم المتحولون اللامبنت والسرب. تتكون السلسلة من 5 ألعاب تصويب من منظور الشخص الثالث بالإضافة إلى سلسلة من القصص المصورة و5 روايات.

## وصلات خارجية
- غيرز أوف وور على موقع ميوزك برينز (الإنجليزية)
- الموقع الرسمي